# Сенькачум
Сенькачу́м (рос. Сенькачум) — присілок в Балезінському районі Удмуртії, Росія.

## Населення
Населення — 1 особа (2010; 7 в 2002).
Національний склад станом на 2002 рік:
- удмурти — 100 %